# Шчербјец
Шчербјец (пољ. Szczerbiec, пољски изговор: ) је свечани мач који се користио за крунисањеу већине пољских монарха од 1320. до 1764. године. Сада се налази у трезору са благом краљевског замка Вавел у Кракову, као једини сачувани део средњовековног пољског крунских драгуља . Мач је познат по дршци, украшеном магијским формулама, хришћанским симболима и цветним шарама, као и по уском прорезу на сечиву који држи мали штит са грбом Пољске. Назив мача, изведен од пољске речи szczerba („процеп“, зарезано) и његово значење се погрешно доживљава као „зарезани мач“ или „назубљени мач“, иако су ивице његовог сечива равне и глатке. 
Легенда повезује мач са краљем Болеславом I Храбрим за кога се каже да је делимично оштетио мач ударивши га о Златна врата Кијева током интервенције у кризи наследства Кијевске Русије 1018. Међутим, Златна капија је изграђена тек 1037. године, а мач је датиран у касни 12. или 13. век. Први пут га је као крунски мач употребио Ладислав Кратки 1320. године. 
Мач су украле пруске трупа 1795. године, неколико пута је мењао власнике током 19. века док није купљена 1884. за Музеј Ермитаж у Санкт Петербургу. Совјетски Савез га је вратио Пољској 1928. године као део ратне одштете у Пољско-совјетском рату. Током Другог светског рата, мач је послат у Канаду и био је враћен у Краков тек 1959. године. Током 20. века, слика мача је усвојена као симбол појединих пољских националистичких и екстремно десничарских покрета.
Мач је 98 cm дугачак. Садржи богату готичку орнаментику. Датиран је на средину 13. столећа. Класификован је као мач типа 12  са врхом типа 1 и крстом типа 6 према Оукшот типологију. Сечиво је можда променило свој облик услед векова корозије и интензивног чишћења пре сваког крунисања.
Као крунидбени мач је први пут конкретно поменут од стране Јана Длугоша у извештају о крунисању краља Казимира IV ( r. 1447–1492 ), али га је вероватно први пут у церемонији крунисања употребио краљ Владислав I Кратки ( r. 1288–1333 ) 1320 до када је поново ујединио већину централних територија Пољске. Шчербец је постао саставни део пољских крунских драгуља, делио је њихову судбину и био је главни церемонијални мач који се користио у крунисању свих пољских краљева до 1764, осим Владислава II Јагела (1386), Стефана Баторија (1576), Станислава Лешћинског (1705), и Августа III од Пољске (1734).